# Marga von Etzdorf
Marga von Etzdorf (Spandau, 1º agosto 1907 – 28 maggio 1933) è stata un'aviatrice tedesca conosciuta per essere stata la prima donna ad avere volato in solitaria dall'America al Giappone.

## Biografia
Era la figlia del capitano dell'esercito prussiano Fritz Wolff e di Margaret Etzdorf. Dopo la morte dei genitori nel 1911 a Ragusa crebbe con la sorella Ursula dal nonno (il generale Ulrich von Etzdorf) nella sua proprietà di Heideblick. A partire dal 1920, lei e la sorella Ursula portarono il cognome di famiglia Wolff von Etzdorf.

### Formazione
Era una donna atletica: praticava la scherma, l'equitazione e l'hockey. A diciannove anni decise di prendere lezioni di pilotaggio. Nel dicembre 1927, completò quattro mesi di studi alla scuola Bornemann Staaken. Fu quindi la seconda donna tedesca, dopo Thea Rasche a ottenere una licenza di volo A2 dopo la prima guerra mondiale: apprese anche l'acrobazia aerea.
Divenne la prima donna a pilotare un aereo di linea: fu infatti co-pilota della compagnia aerea Deutsche LuftHansa (DHL) con voli di trasporto passeggeri sulle tratte Berlino-Breslavia e Berlino-Stoccarda-Basilea a bordo di uno Junkers F 13. Dopo 10 000 chilometri di volo ottenne contrattualmente il certificato B2, effettuando anche 5 000 chilometri per la compagnia Luftverkehrsgesellschaft. Tuttavia dovette passare un esame di tre ore, che superò grazie alla sua esperienza personale – le donne allora non erano ammesse alla scuola dei piloti tedeschi (la Deutsche Verkehrsfliegerschule) – ma ricevette l'aiuto di Melitta Schiller, ingegnere presso il Centro aerospaziale tedesco di Adlershof.
Nel 1929 seguì una formazione di volo a vela dietro consiglio del principe Adolfo II di Schaumburg-Lippe. Dopo un volo di 90 minuti a Großer Heuberg fu una delle prime donne al mondo a praticare questa disciplina. Quello stesso anno, volò su un aliante durante una competizione che era partita dal Wasserkuppe, dove vinse un premio di 50 reichsmark e una scatola di cioccolato. 

### I primi voli
Nel 1930, grazie all'aiuto dei nonni, acquistò un aereo privato, un Junkers A 50 col quale realizzò delle pubblicità, compì trasporti di passeggeri e acrobazie aeree. Tra le sue specialità figuravano in special modo i looping e i voli rovesciati. 
Nel maggio 1930 partecipò al primo campionato di volo acrobatico classificandosi quarta. Nello stesso anno volò fino a Istanbul. Il 14 novembre 1930, dotato l'aereo di serbatoi supplementari di carburante, partì da Berlino per le Isole Canarie, dove arrivò il 6 dicembre avere fatto scalo a Rabat. Violente tempeste durante il volo di ritorno l'obbligarono ad atterrare in Sicilia. In seguito a un incidente durante il tentativo di decollo che danneggiò pesantemente l'ala dell'aereo, a causa della mancanza di pezzi di ricambio fu costretta a tornare in treno in Germania. 

### Berlino–Tokyo
Il 18 agosto 1931 Marga von Etzdorf partì da Berlino-Tempelhof alle 4:30 del mattino per Tokyo, dove arrivò il 28 agosto dopo un volo di nove tappe. In quel periodo anche l'aviatrice Amy Johnson, partita da Londra il 28 luglio 1931, stava compiendo la stessa impresa, con una maggiore copertura mediatica, ma a differenza della von Etzdof non era sola: viaggiava infatti col suo meccanico. 
Restò in Giappone sei settimane e fece revisionare completamente il suo aereo. Tornando verso la Germania fu bloccata in Cina per mesi a causa delle agitazioni politiche; in seguito si fermò a Bangkok ma ripartendo ebbe un incidente che le causò una lesione alla colonna vertebrale e rese inutilizzabile il suo aereo. Dopo cure durate diversi mesi tornò a Berlino su di un volo commerciale. Hans Bertram nel suo libro Flug in die Hölle (Volo all'inferno) scrive che andò a trovare Marga von Etzdorf poco dopo l'incidente, il 4 aprile 1932, all'ospedale di Bangkok.

### Ultimo viaggio
Nei mesi seguenti il suo ritorno, diede delle conferenze sul volo in Giappone specie per guadagnare qualcosa e in seguito maturò un nuovo progetto nella sua mente: recarsi a Città del Capo (Sudafrica). Ma quando seppe che Elly Beinhorn aveva la stessa ambizione decise di preparare un viaggio in solitaria verso l'Australia.
Dopo lunghi negoziati la società di Hanns Klemm le propose un Klemm Kl 32. Il 27 maggio 1933 decollò dall'aeroporto di Berlino-Staaken. Ma l'indomani fu costretta ad atterrare a Mouslimieh, vicino ad Aleppo (Siria), poiché l'aereo era stato danneggiato dal vento. Sarebbe stato possibile ripararlo ma Marga von Etzdorf chiese una camera per riposarsi. Una volta sola nella sua camera, si suicidò. Sull'episodio si è fatta l'ipotesi che l'aviatrice non sopportasse l'onta di un altro ritorno dopo avere distrutto un aereo, il che avrebbe messo fine alla sua reputazione; nessun industriale le avrebbe più affidato un aereo e questo avrebbe messo fine alla sua carriera di pilota.
Dopo il suicidio, inizialmente fu diffusa ai giornali la notizia che l'aviatrice era morta in seguito allo schianto del suo aereo,.
Alcune fonti sostengono che l'aviatrice era invischiata in un traffico d'armi a favore dei nazisti, l'arma del suicidio sarebbe stata un "campione" che lei doveva trasportare in Germania. Il suo corpo fu portato ad Amburgo, quindi a Berlino, esposto alla Gnadenkirche e sepolto al Cimitero degli Invalidi di Berlino. 
Sulla sua lapide fu scritto: "Der Flug ist das Leben wert" (volare vale la vita). La lapide fu distrutta durante i lavori nel cimitero negli anni settanta ma fu ricollocata sulla tomba nel 2003.

## Onorificenze
Medaglia d'oro al merito aeroclub imperiale del Giappone
Targa d'onore in oro dell'aeroclub tedesco.